# Водзислав-Слёнски
Водзи́слав-Слёнски (пол. Wodzisław Śląski, сил. Władźisłůw, нем. Loslau) — город в Польше, входит в Водзиславский повят Силезского воеводства. Имеет статус городской гмины. Занимает площадь 49,62 км². В 2004 году население составляло 50 500 человек.

## Известные уроженцы и жители
- Гжегож Карнас (род. 1972) — польский джазовый вокалист, музыкальный продюсер, автор текстов, бенд-лидер.
- Алоиз Адамчик — польский политический деятель.
- Левинский, Авраам — немецкий раввин конца XIX — начала XX века.
- Томаш Сикора — польский биатлонист, чемпион мира 1995 года, серебряный призёр Олимпийских игр 2006 года.

## Города-побратимы
- Гладбек, Германия
- Карвина, Чехия
- Салломин, Франция
- Фонди, Италия

## Галерея

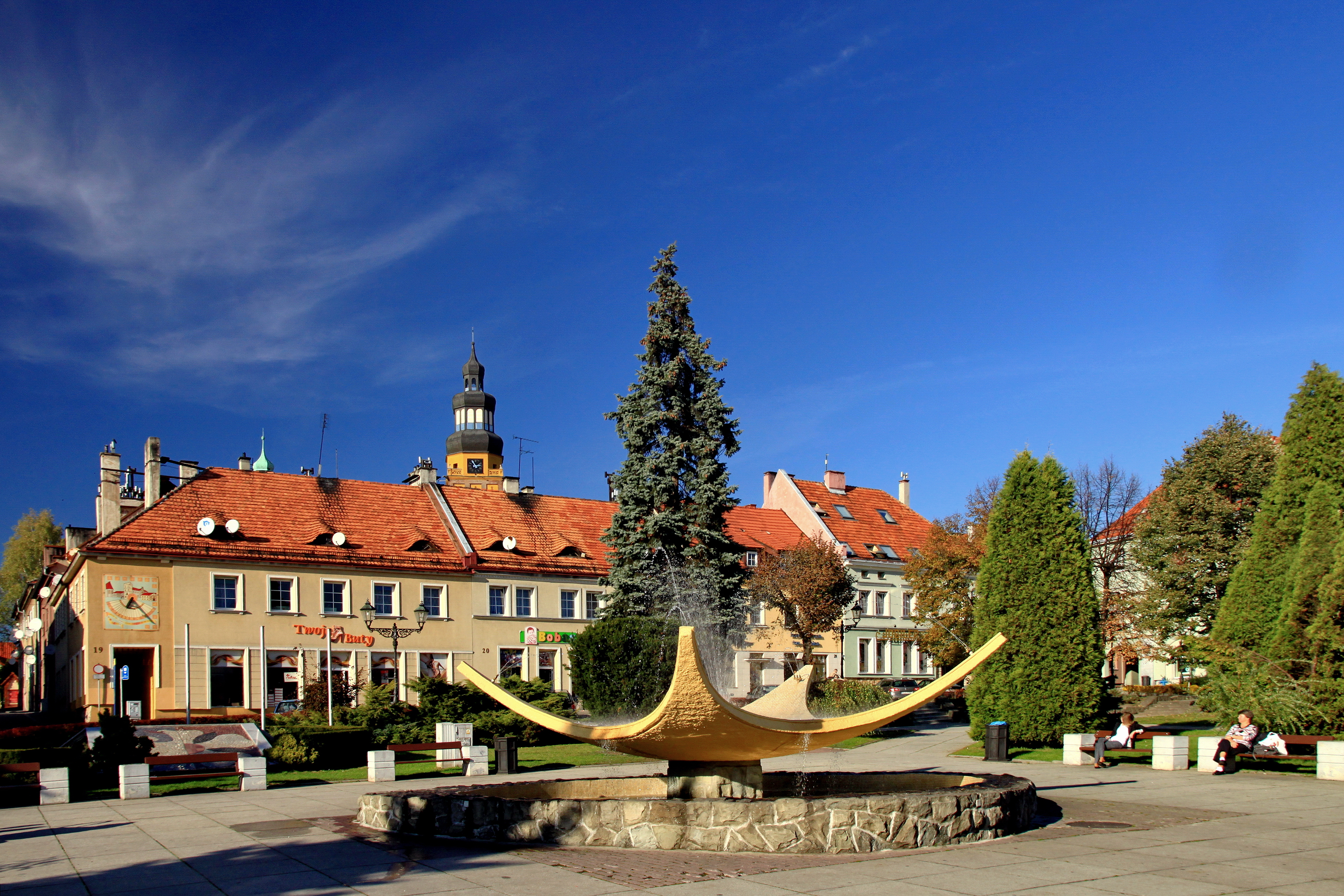
Рыночная площадь
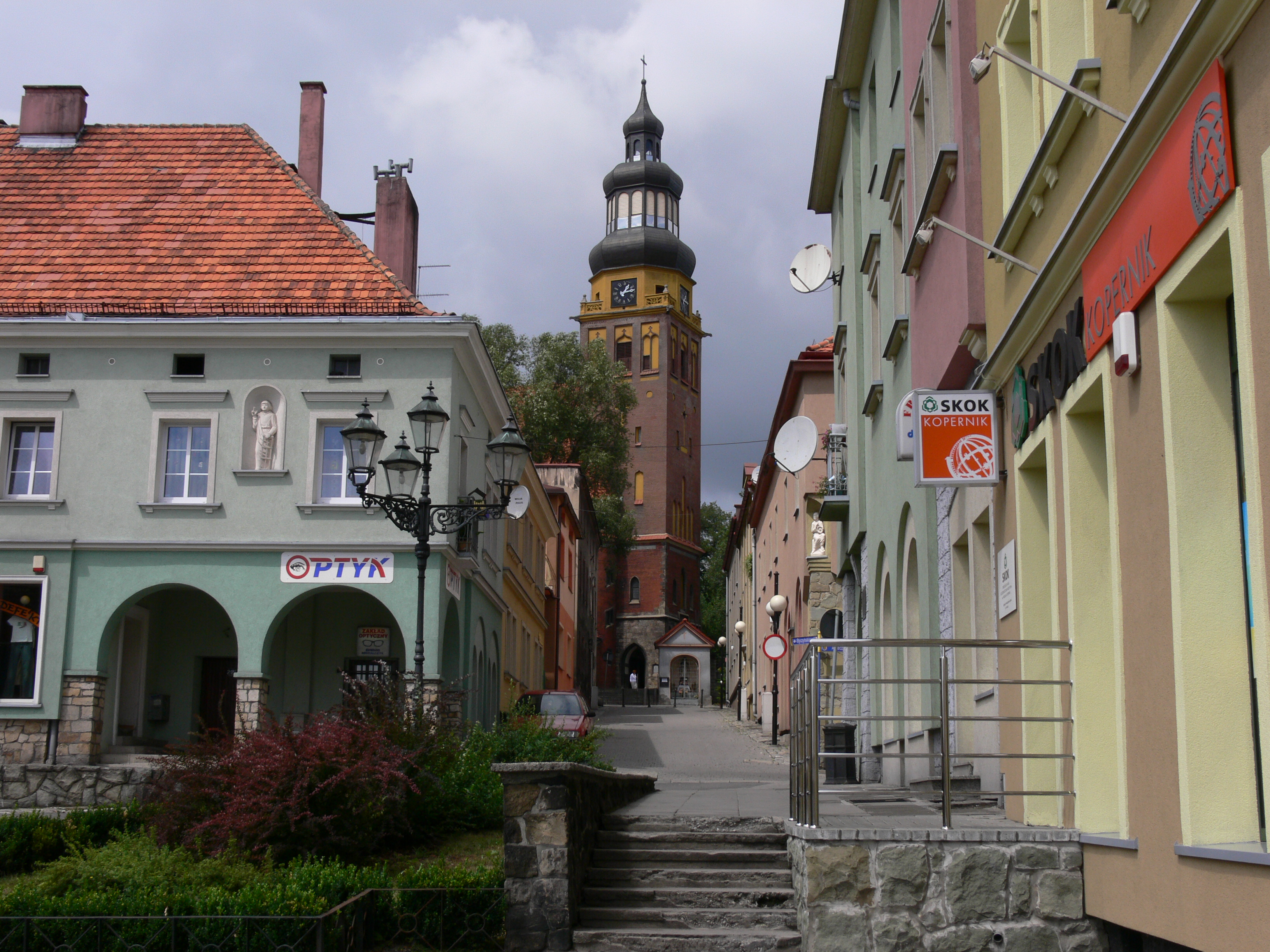
Проулок
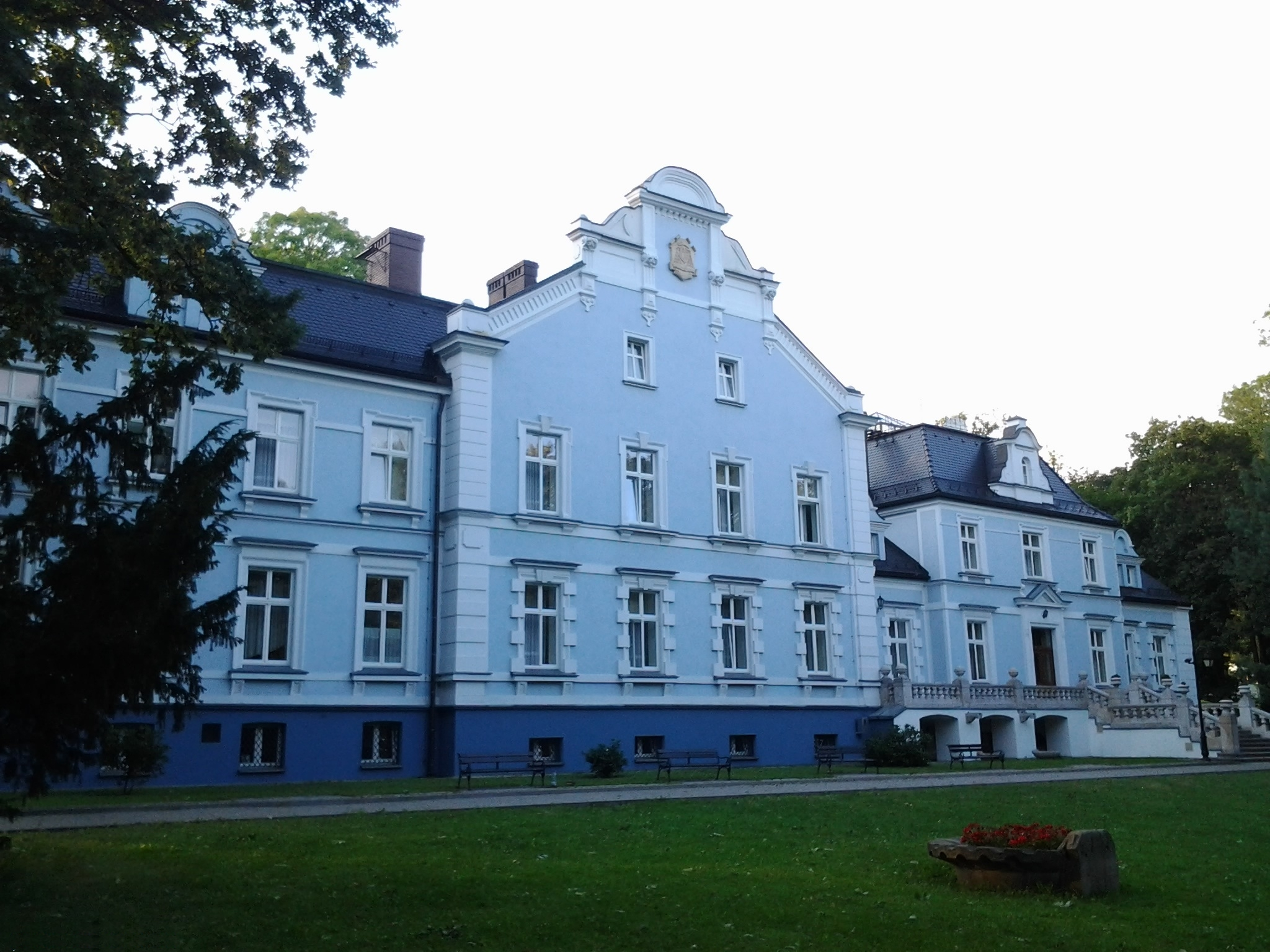
Замок Кокошице
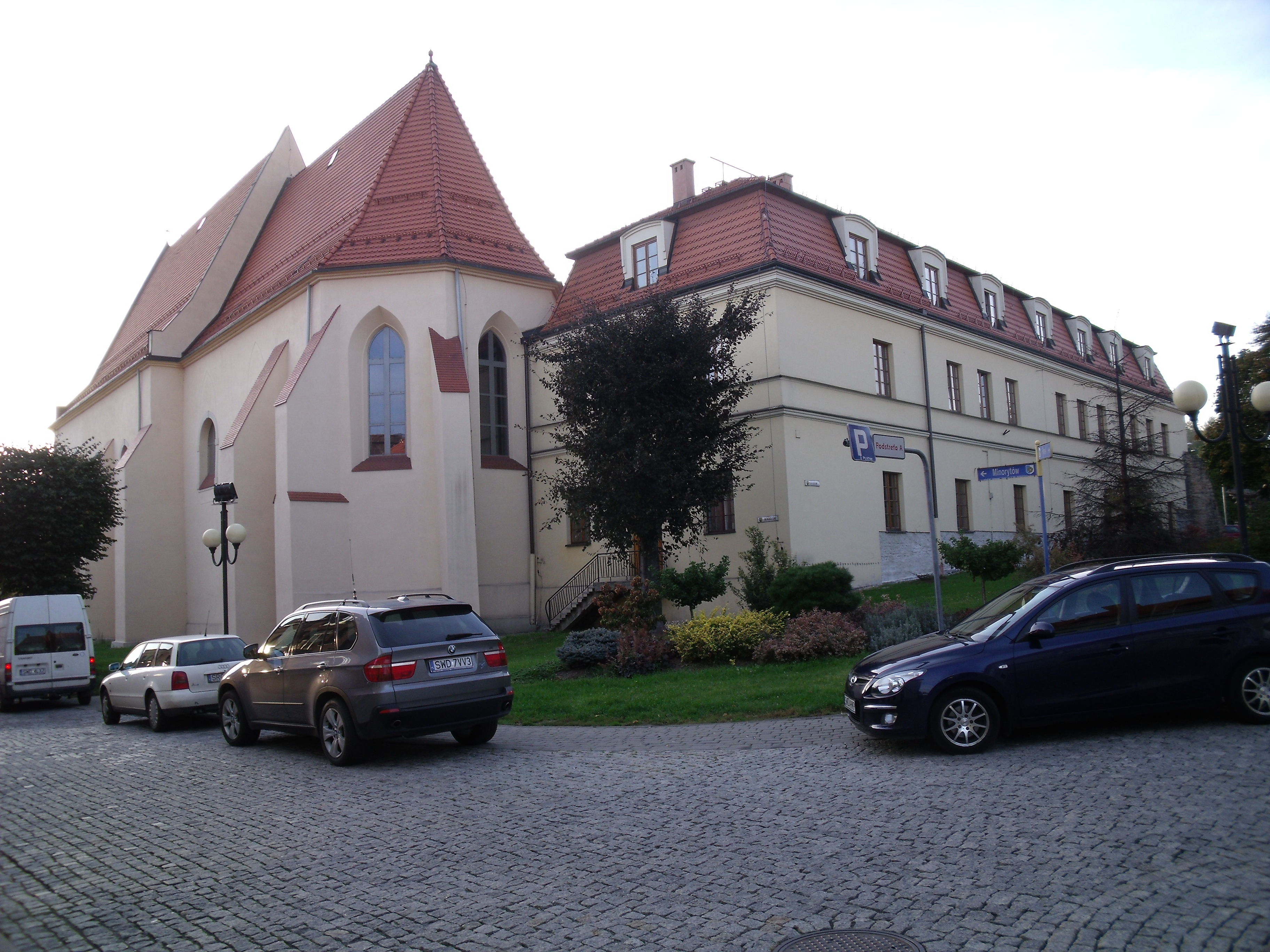
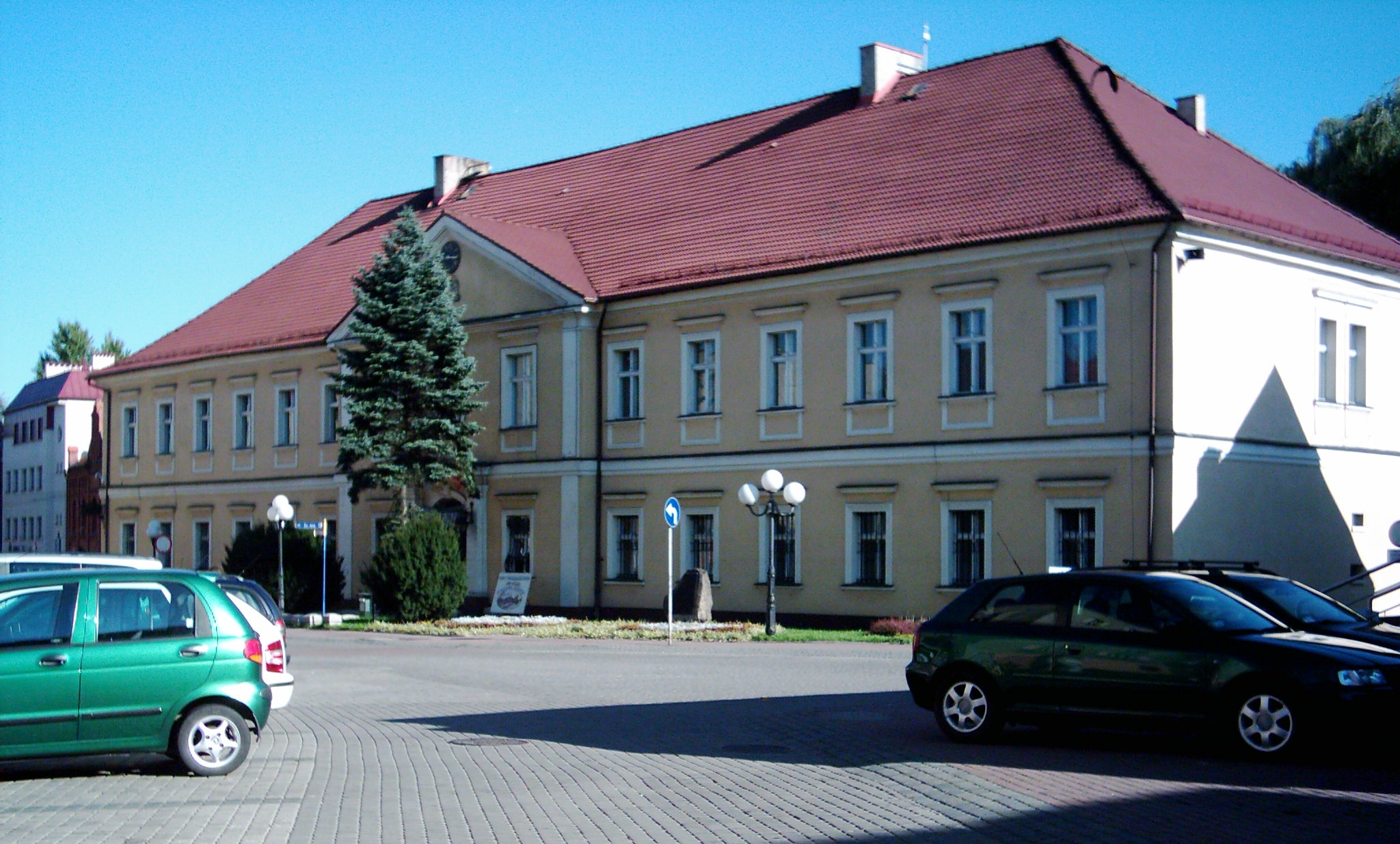
Замок
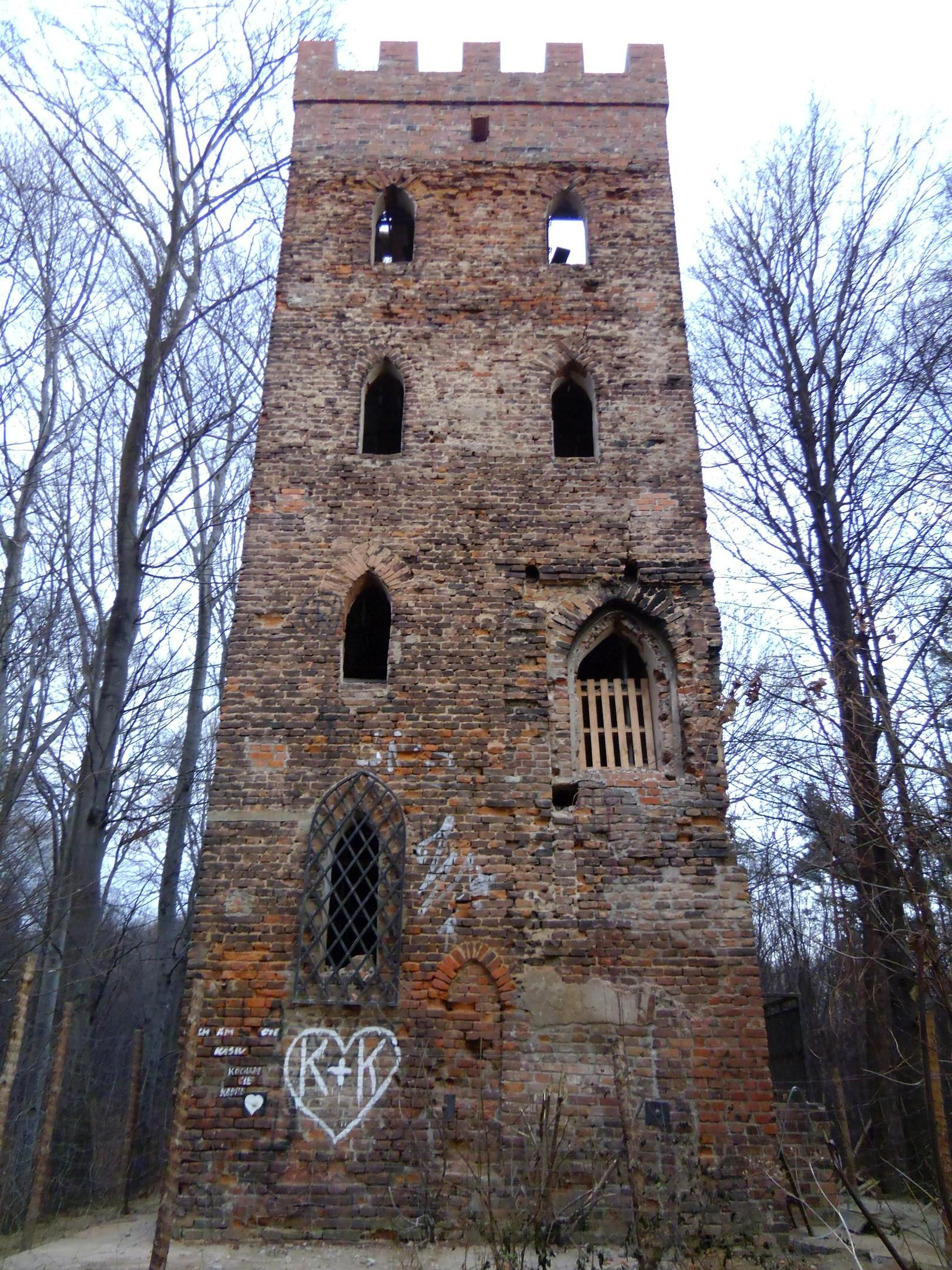
Башня
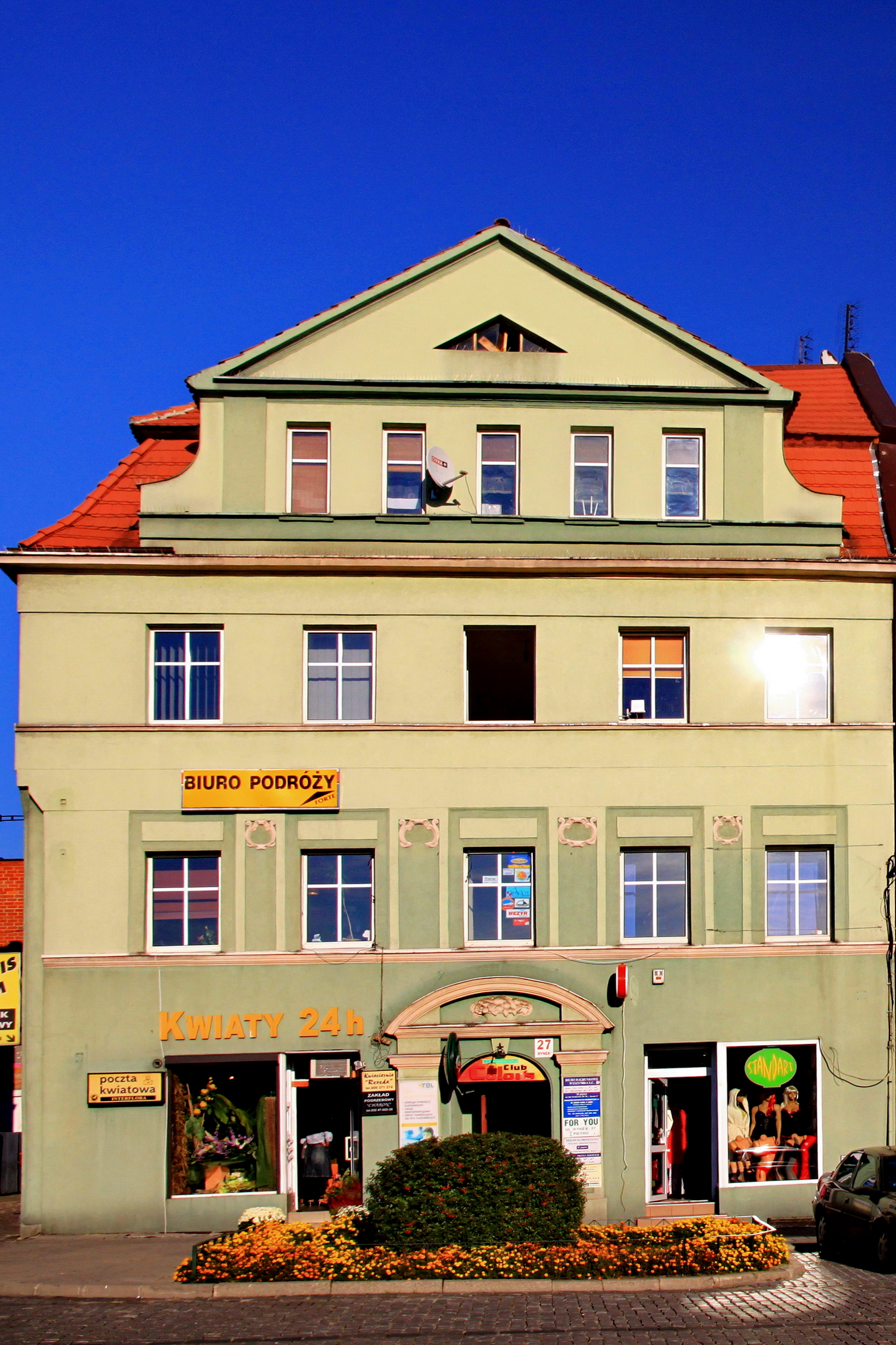
Дом на рыночной площади
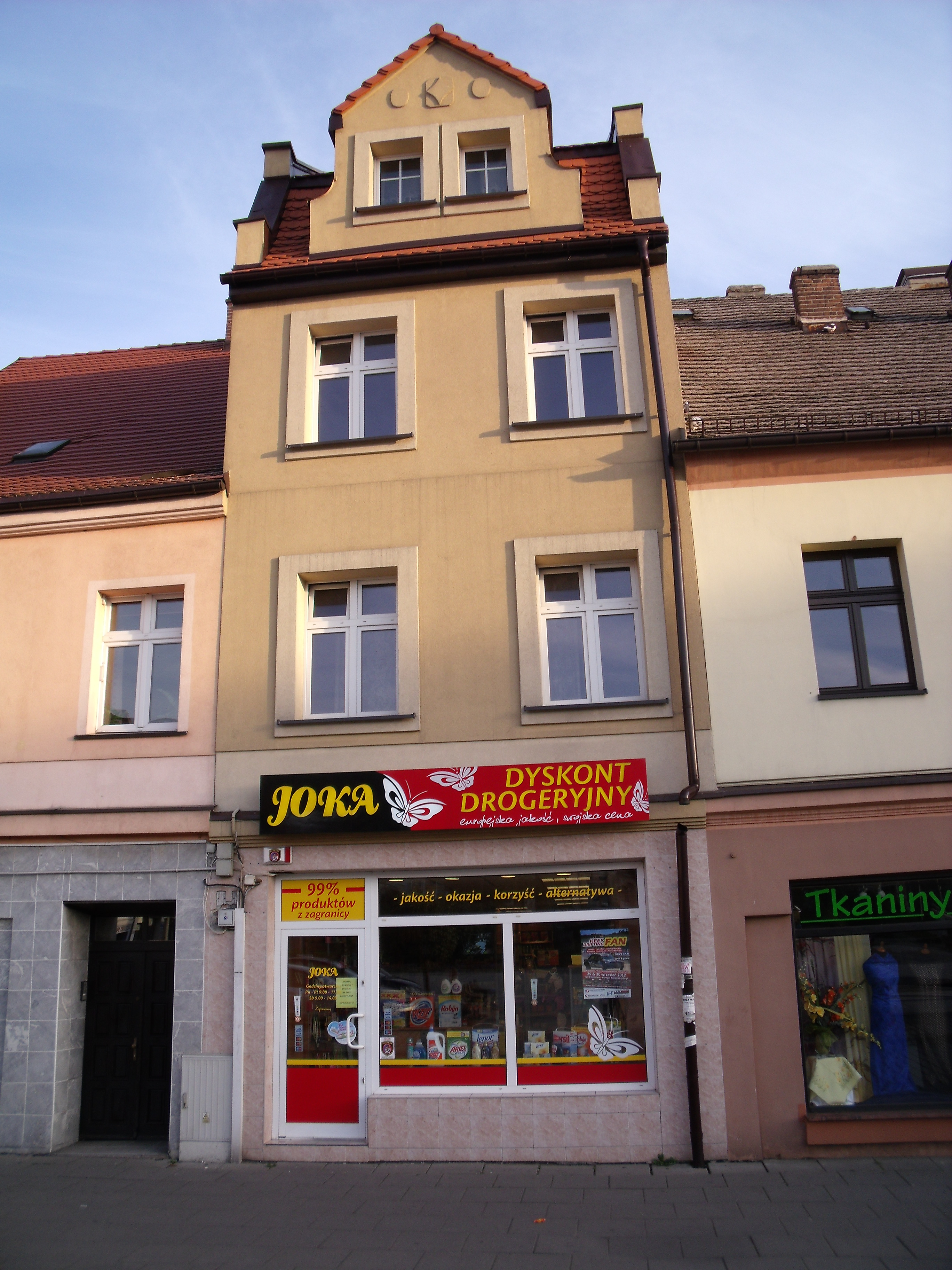
Дом на рыночной площади
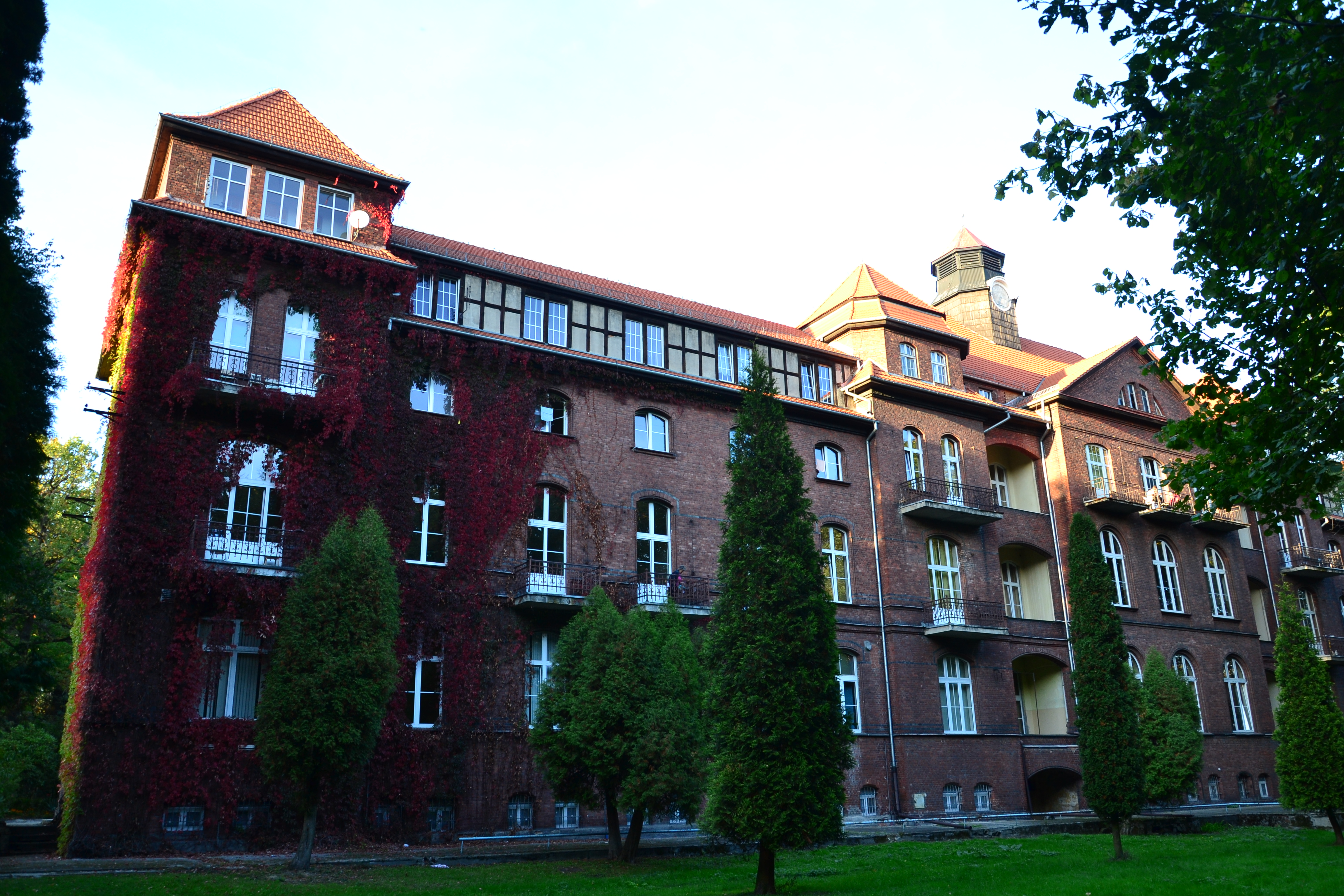
Больница
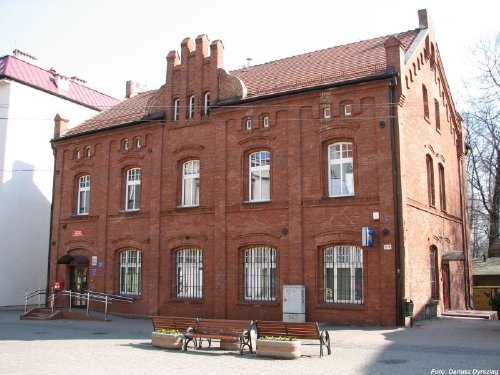
Почта
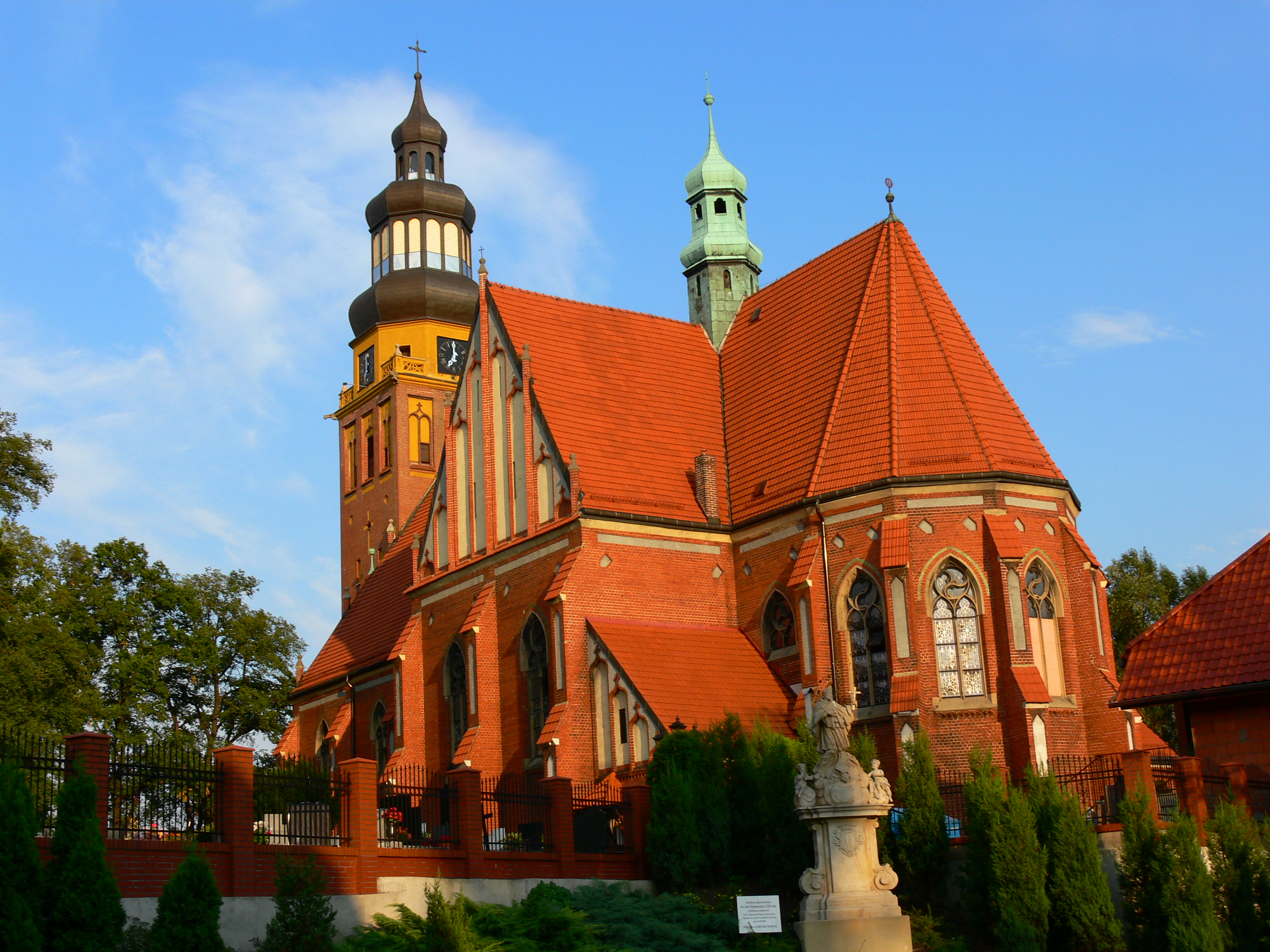
Церковь